# Kiryū

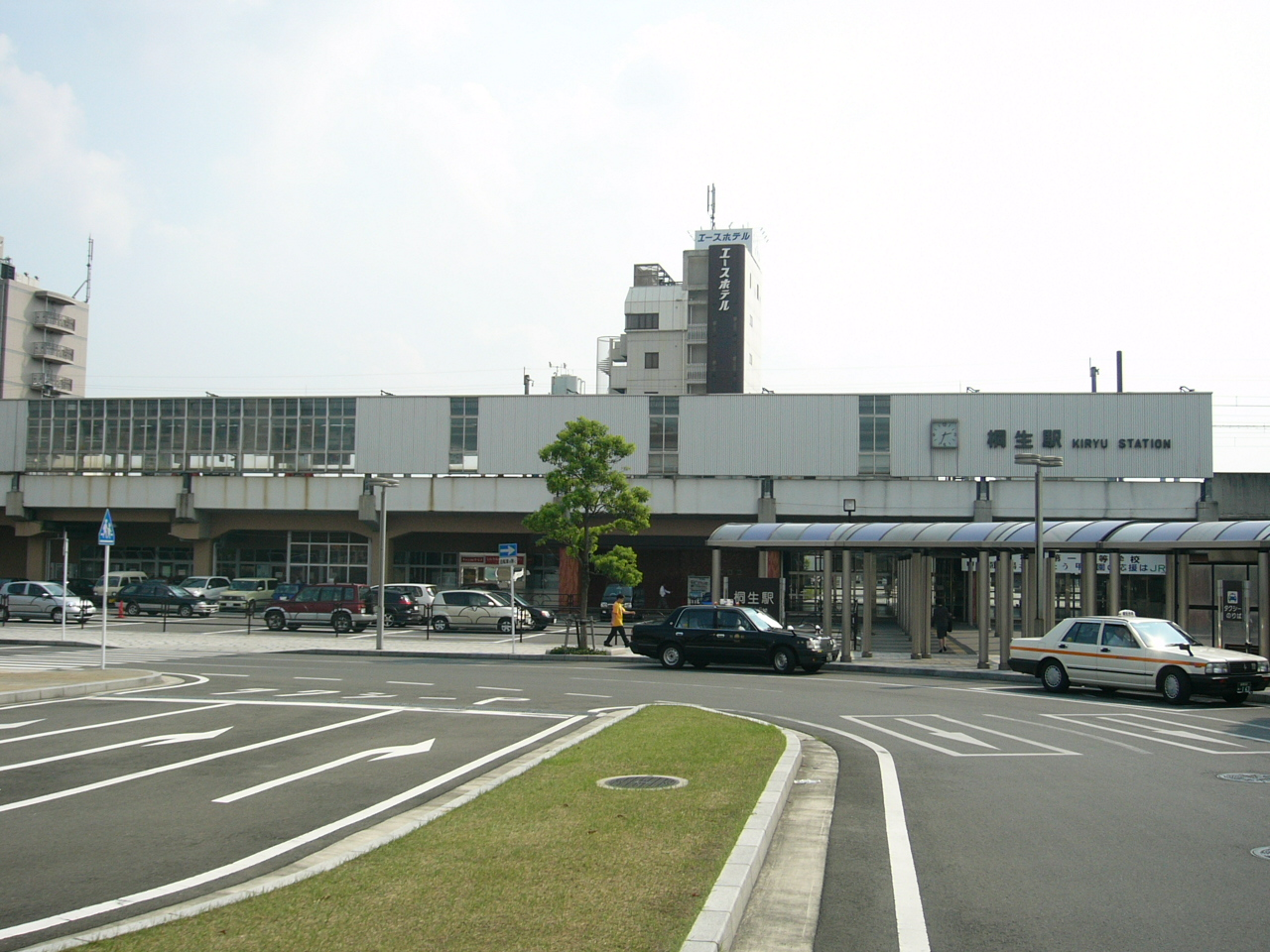
Gara

Kiryū (桐生市 Kiryū-shi?) este un municipiu din Japonia, prefectura Gunma.